# Trichomycterus chaberti
Trichomycterus chaberti is een straalvinnige vissensoort uit de familie van de parasitaire meervallen (Trichomycteridae). De wetenschappelijke naam van de soort is voor het eerst geldig gepubliceerd in 1968 door Durand.